# Scinax dolloi
Scinax dolloi é uma espécie de anfíbio da família Hylidae. Endêmica do Brasil, onde pode ser encontrada apenas na localidade-tipo na Serra da Mantiqueira no estado do Rio de Janeiro.